# Littledalea
Littledalea Hemsl. é um género botânico pertencente à família Poaceae.